# Онуфриевский сельский округ
Онуфриевский сельский округ — упразднённая административно-территориальная единица, существовавшая на территории Истринского района Московской области в 1994—2006 годах.
Онуфриевский сельсовет был образован в первые годы советской власти. По данным 1919 года он входил в состав Никольской волости Рузского уезда Московской губернии.
9 марта 1921 года Никольская волость была передана в Воскресенский уезд.
В 1924 году к Онуфриевскому с/с был присоединён Карасинский с/с, но уже в 1927 году он был выделен обратно.
По данным 1926 года в состав сельсовета входили село Онуфриево, деревни Будьково и Карасино.
В 1929 году Онуфриевский с/с был отнесён к Новопетровскому району Московского округа Московской области. При этом к нему были присоединены Алексеевский и Карасинский с/с.
17 июля 1939 года к Онуфриевскому с/с был присоединён Сафониховский сельсовет.
14 июня 1954 года к Онуфриевскому с/с был присоединён Бочкинский сельсовет.
10 июня 1958 года из Онуфриевского с/с в Никольский были переданы селения Денисиха, Павелково и Сафониха.
3 июня 1959 года Новопетровский район был упразднён и Онуфриевский с/с был передан в Рузский район.
16 сентября 1960 года Онуфриевский с/с был передан в восстановленный Истринский район.
1 февраля 1963 года Истринский район был упразднён и Онуфриевский с/с вошёл в Солнечногорский сельский район. 11 января 1965 года Онуфриевский с/с был возвращён в восстановленный Истринский район.
3 февраля 1994 года Онуфриевский с/с был преобразован в Онуфриевский сельский округ.
В ходе муниципальной реформы 2004—2005 годов Онуфриевский сельский округ прекратил своё существование как муниципальная единица. При этом все его населённые пункты были переданы в сельское поселение Онуфриевское.
29 ноября 2006 года Онуфриевский сельский округ исключён из учётных данных административно-территориальных и территориальных единиц Московской области.